# 10-те тисячоліття
Десяте тисячоліття — проміжок часу від 1 січня 9001 року нашої ери до 31 грудня 10000 року нашої ери за григоріанським календарем.

## Астрономічні події
- 5 листопада 9106: Венера покриє Регул.
- 21 листопада 9168: Середній сонячний час і атомний час будуть відрізнятися на два дні.
- 4 серпня 9361: Одночасне кільцеподібне сонячне затемнення і проходження Меркурія.
- 4 лютого 9622: Одночасне кільцеподібне сонячне затемнення і проходження Меркурія.
- 16 листопада 9682: Меркурій покриє Регул.
- 21 листопада 9847: Марс покриє Регул.
- бл. 9800: Денеб стане новою Полярною зіркою для Землі.[1]
- 11 серпня 9966: Одночасне кільцеподібне сонячне затемнення і проходження Меркурія.

## В культурі
- В епізоді «Replaceable You» мультсеріалу Сімпсони, Ліза Сімпсон каже, що її науково-виставковий проект доводить, що астероїд вдарить Землю 15 липня 9789 року.
- В епізоді «The Late Philip J. Fry» мультсеріалу Футурама, Професор Фарнсворт, Бендер і Фрай подорожують у машині часу Професора і за допомогою її п'ять разів потрапляють у постапокаліптичне майбутнє в 10000 році. Там знаходять руїну людської Статуї Свободи на ряду з чотирма іншими: мавпа, птах, корова і слимакоподібна істота.